# Anne Kirkbride

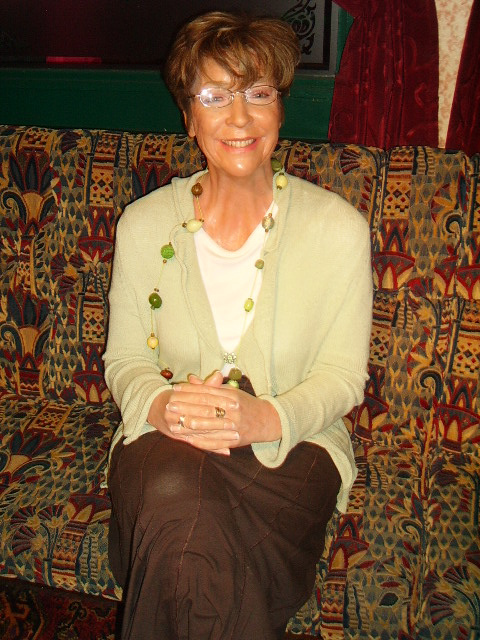
Wachsfigur von Anne Kirkbride als Deirdre Barlow

Anne Kirkbride (* 21. Juni 1954 in Oldham, Lancashire; † 19. Januar 2015 in Manchester Greater Manchester) war eine britische Schauspielerin, die durch die Rolle der Deirdre Barlow in der Seifenoper Coronation Street bekannt wurde.

## Leben
Anne Kirkbrides Schauspieltalent wurde im Alter sieben Jahren von der Familie während eines Sommerurlaubs entdeckt und ihr Vater ermutigte sie zum Theaterspielen. Im Alter von 11 Jahren wurde sie Mitglied der Saddleworth Junior Players und später des Oldham Rep Junior Theatregoers’ Club und des Oldham Young Theatre. Nach ihrem Schulabschluss 1970 begann sie zunächst als Assistant Stage Manager im Oldham Rep Theatre zu arbeiten, übernahm dort aber bald auch kleinere Rollen in Theaterstücken. Ihr erster Fernsehauftritt war 1972 eine Rolle in Another Sunday and Sweet F.A. von Jack Rosenthal. Sie hatte die Rolle zunächst nicht spielen wollen, da sie die Theaterarbeit liebte, ließ sich aber von ihrem Vater überreden. Dieser von Granda Film produzierte Film lenkte die Aufmerksamkeit einer Fernsehproduktionsfirma auf sie und sie wurde, nachdem sie zunächst für eine neue Serie hätte vorsprechen sollen, als Deirdre Hunt 1972 in Coronation Street eingeführt. Ihr Charakter ging 1975 eine erste Filmehe ein, in der sie auch eine Filmtochter bekam. Nach dieser ersten von insgesamt vier Filmehen heiratete sie den Charakter Ken Barlow 1981 zum ersten Mal. Eine zweite Filmehe mit ihm ging sie 2005 ein. Dazwischen lagen zwei kurze Ehen und verschiedene Liebesbeziehungen.
Selbst in der Realität sorgte ihr wechselvolles Ehe- und Liebesleben für Schlagzeilen. Die außereheliche Beziehung von Deirdre Barlow und Mike Baldwin erregte 1983 die Aufmerksamkeit der Kirche, als ein Londoner Bischof warnte, die Geschichte erscheine zu realistisch. Die Versöhnung des Ehepaars Barlow wurde dann sogar bei einem Fußballspiel von Manchester United auf der Anzeigentafel im Stadion vermeldet. 1998 erreicht das Schicksal von Deirdre dann nicht nur die Presse, sondern sogar das britische Parlament, als sie für Betrügereien, die ihr damaliger Liebhaber zu verantworten hatte, ins Gefängnis kam. Die Geschichte machte Schlagzeilen in den Tageszeitungen und führte zu einer „Freiheit für Deirdre“-Kampagne. Dies wurde vom damaligen Premierminister Tony Blair aufgegriffen, der im Unterhaus sagte, er würde eine Untersuchung der Vorgänge durch den Innenminister Jack Straw veranlassen. Diese Erwähnung durch den Premierminister empfand Anne Kirkfield als eine besondere Auszeichnung.
Anne Kirkbride trat das letzte Mal im Oktober 2014 in Coronation Street auf. Sie hat in insgesamt 1439 Folgen mitgespielt.

## Privatleben
Kirkbride war stets bemüht, sich im richtigen Leben von ihrer Fernsehrolle abzuheben, und trug deswegen Kontaktlinsen statt der Brille, deren über die Jahre wechselnden, auffälligen Modelle zu ihrem Markenzeichen in der Serie wurden.
1993 heiratete sie den Schauspieler David Beckett, den sie in der Serie kennengelernt hatte und der dort ihr Liebhaber war. Im gleichen Jahr wurde bei ihr eine Non-Hodgkin-Lymphom-Erkrankung festgestellt. Sie machte eine Serienpause von sechs Monaten, in der sie sich einer Chemotherapie unterzog. 1998 wurde ihre vollständige Heilung von der Krankheit durch die Ärzte bestätigt. Während sie diese Erkrankung überwunden hatte, wurde bei ihr eine klinische Depression festgestellt, die ebenfalls erfolgreich mit Medikamenten behandelt wurde. Im September 2014 wurde ihr eine auf drei Monate angelegte Drehpause gewährt und sie verließ die Serie gemäß der Handlung mit Aussicht auf eine Rückkehr. Als Deirdre hatte sie erst im August 2014 ihren Mann Ken Barlow, gespielt von William Roache, nach fast einjähriger Serienabwesenheit wiedergetroffen. Roache hatte sich in dieser Zeit vor Gericht wegen sexueller Belästigung verantworten müssen und Kirkbride war in diesem Zusammenhang als Charakterzeugin vor Gericht zu seinen Gunsten aufgetreten.
Anne Kirkbride malte, Ausstellungen ihrer Gemälde fanden in verschiedenen Galerien ihres Wohnortes Didsbury statt.
Anne Kirkbride erlag am 19. Januar 2015 einem Krebsleiden.